# Barrio las Salinas
Barrio las Salinas är en ort i Mexiko, tillhörande Naucalpan de Juárez kommun i delstaten Mexiko. Barrio las Salinas ligger i den centrala delen av landet och tillhör Mexico Citys storstadsområde. Orten hade 703 invånare vid folkmätningen 2010. 2020 hade invånarantalet ökat till 1 008.